# Герхард I фон Зинциг
Герхард I фон Зинциг (на немски: Gerhard I von Sinzig; † 1237) е благородник от Зинциг и бургграф на имперския замък Ландскрон при Бад Нойенар-Арвайлер в Северен Рейнланд-Пфалц. Той е министериал при германските крале и основава бургграфската линия на имперския замък Ландскрон.

## Биография
Герхард е споменат за пръв път през 1207 г. в свитата на крал Филип Швабски. След неговото убийство Ото IV, който поема кралството, дава през 1208 г. по-нататъшното строене на имперския замък на бургграф Герхард. Следващият крал Фридрих II фон Хоенщауфен взема Герхард на службата бургграф.
През 1216 г. с Герхард I бургграфовете фон Ландскрон са във Фискус Зинциг като procurator на император Фридрих II. През 1219 г. Герхард е кмет (villicus, Schultheiß) на Зинциг, 1231 г. управител (baiolus, Amtmann).
През 1226 г. крал Хайнрих VII, като заместник на баща си Фридрих II, дава на Герхард I правото на патронат на църквата в Кьонигсфелд.
Синовете и внуците му със същото име Герхард са бургграфове. Линията на бургграфовете на Ландскрон изчезва по мъжка линия с праправнук му Герхард IV фон Ландскрон († сл. 1370), наследен от внучка му Кунигунда фон Ландскрон, омъжена за Йохан фон Валдек и 1365 г. за Фридрих фон Томбург, господар фон Ландскрон.

## Фамилия
Герхард I фон Зинциг се жени за Маргарета († сл. 1246). Те имат трима сина:
- Герхард II фон Зинциг-Ландскрон († сл. 1248/1273), бургграф фон Ландскрон (1238 – 1273), женен за графиня Беатрикс фон Нойенар († сл. 1252), баща на:
  - Герхард III фон Ландскрон († 23 август 1298), бургграф фон Ландскрон (1276 – 1296), женен на 9 юни 1276 г. за Бланшефлор Райтц († сл. 1281) и има син:
    - Герхард IV фон Ландскрон († сл. 1370), бургграф фон Ландскрон (1298 – 1369), женен 1298 г. за Беатрикс фон Хамерщайн († сл. 1357), има син:
      - Герхард V фон Ландскрон († 1345), бургграф фон Ландскрон (1333 – 1344), женен на 6 ноември 1341 г. за Кунигунда фон Мьорз († 1417), има дъщеря:
        - Кунигунда фон Ландскрон († сл. 1374), омъжена I. за Йохан фон Валдек († 1357/1360), II. на 29 септември 1365 г. за Фридрих фон Томбург, господар фон Ландскрон († 1420/1422)
- Дитрих/Теодорикус фон Зинциг († сл. 1268), женен за Гуда († сл. 1276), баща на:
  - Герардус фон Зинциг († 1276/1296)
  - Тилманус фон Зинциг († 1276/1296)
- Луфард/Луфридус I фон Зинциг († 1268), женен за Агнес († сл. 1300), баща на:
  - Луфридус II фон Зинциг († 1327/1328), рицар, баща на:
    - Агнес фон Зинциг († сл. 1345), омъжена (развод 1328) за рицар Хайнрих фон Еренберг († 1337)